# Bartlett, New Hampshire
Bartlett är en kommun (town) i Carroll County i delstaten New Hampshire, USA med 2 788 invånare (2010). Den har enligt United States Census Bureau en area på totalt 195 km², allt är land.